# Karl Gustav Norström
Karl Gustav Paul Norström, född 13 januari 1910 i Stockholm, död 7 december 2001 i Karlstad, var en svensk arkitekt.
Norström, som var son till kontrollör Karl Norström och Hulda Andersson, utexaminerades från Kungliga Tekniska högskolan 1945. Han blev stadsarkitekt i Mellersta Ådalens stadsarkitektdistrikt, vilket innefattade Kramfors stad och vissa landskommuner, 1947. Han efterträddes på denna post av Hans Erik Ljungberg 1952. Norström blev arkitekt på Stockholms stads byggnadskontor 1955 och var stadsarkitekt i Norra Värmlands stadsarkitektdistrikt från 1958. Han är begraven på Ruds kyrkogård i Karlstad.